# Oreoneta fennica
Oreoneta fennica är en spindelart som beskrevs av Michael Ilmari Saaristo och Yuri M. Marusik 2004. Oreoneta fennica ingår i släktet Oreoneta och familjen täckvävarspindlar.
Artens utbredningsområde är Finland. Enligt den finländska rödlistan är arten otillräckligt studerad i Finland. Inga underarter finns listade i Catalogue of Life.